# Нур, Мухаммад
Моха́ммед Ну́р а́ль-Хавсави́ (араб. محمد نور الحوسوي‎, англ. Mohammed Noor al-Hawsawi; 26 февраля 1978, Мекка) — саудовский футболист, полузащитник. Выступал в сборной Саудовской Аравии. Участник чемпионата мира 2002 года и чемпионата мира 2006 года.

## Карьера

### Клубная
Воспитанник футбольной школы клуба «Аль-Иттихад» из Джидды, в котором начал и профессиональную карьеру в 1998 году, завоевав в составе команды 5 раз титул чемпиона Саудовской Аравии, 2 раза титул обладателя Кубка наследного принца Саудовской Аравии, 1 раз выиграв Кубок Саудовской федерации футбола, став финалистом первого в истории Саудовского кубка чемпионов, 2 раза выиграв Лигу чемпионов АФК, 1 раз Кубок обладателей кубков Азии, 1 раз став победителем Арабской лиги чемпионов, 2 раза став обладателем Саудовско-Египетского суперкубка и 1 раз Клубного кубка чемпионов Персидского залива.

### В сборной
В составе главной национальной сборной Саудовской Аравии выступал с 2000 по 2011 год. Участник чемпионата мира 2002 года и чемпионата мира 2006 года. Вместе с командой дважды становился финалистом Кубка Азии в 2000 и 2007 году, а также обладателем Кубка арабских наций и дважды Кубка наций Персидского залива.

## Достижения

### Командные
- Финалист Кубка Азии (2): 2000, 2007
- Обладатель Кубка арабских наций (1): 2002
- Обладатель Кубка наций Персидского залива (2): 2002, 2003
- Чемпион Саудовской Аравии (5): 1998/99, 1999/00, 2000/01, 2002/03, 2006/07
- Обладатель Кубка наследного принца Саудовской Аравии (2): 2000/01, 2003/04
- Обладатель Кубка Саудовской федерации футбола (1): 1998/99
- Финалист Саудовского кубка чемпионов (1): 2008
- Победитель Лиги чемпионов АФК (2): 2004, 2005
- Обладатель Кубка обладателей кубков Азии (1): 1999
- Победитель Арабской лиги чемпионов (1): 2004/05
- Обладатель Саудовско-Египетского суперкубка (2): 2001, 2003
- Обладатель Клубного кубка чемпионов Персидского залива (1): 1999

### Личные
- Самый ценный игрок Кубка арабских наций (1): 2002
- Арабский футболист года: (1): 2003